# John Stanley Payne
John Stanley Payne, britanski general, * 1899, † 1947.